# Тартарен з Тараскона

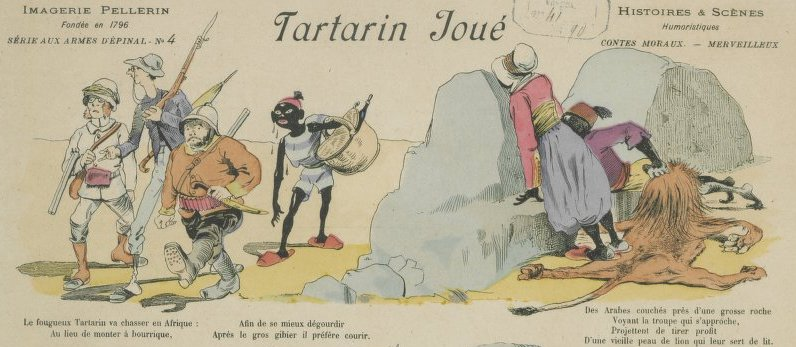
Тартарен з Тараскона

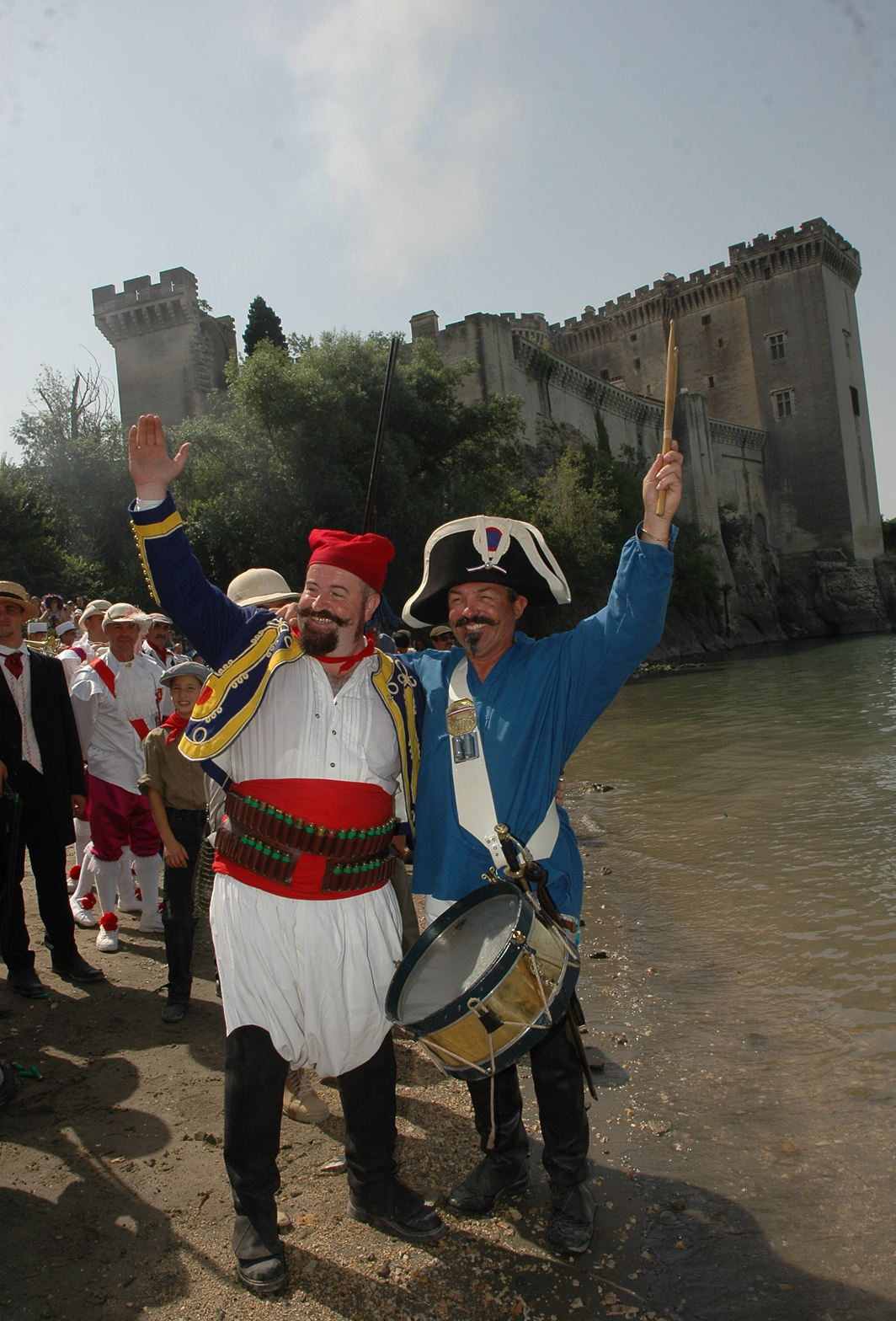
Тартарен з Тараскона (фестиваль)

«Тартарен з Тараскона» (фр. «Tartarin de Tarascon») — цикл новел французького письменника Альфонса Доде. Головний герой — хвалько Тартарен, дія відбувається в місті Тараскон.
Трилогію складають новели «Незвичайні пригоди Тартарена з Тараскона» (1872), «Тартарен в Альпах. Нові подвиги тарасконського героя» (1885), «Порт-Тараскон. Останні пригоди славного Тартарена» (1890).
Романи кілька разів екранізувалися.

## Історія створення романів
18 червня 1863 в «Фігаро» було надруковане оповідання «Шапатен, винищувач левів», написане Доде під враженням поїздки в Алжир у листопаді 1861 — лютому 1862 років. Оповідання потім було розширене до роману «Барбарен з Тараскона». Протягом 1868 в газеті «Пті Монітер» були надруковані 12 глав, проте потім публікацію припинили (син автора Люсьєн вважав, що внаслідок глузування над алжирською адміністрацією). Незабаром також виявилося, що в Тарасконі з незапам'ятних часів дійсно живуть люди з таким прізвищем і вони дуже незадоволені його згадуванням в романі. Так з'явився Тартарен. Роман «Незвичайні пригоди Тартарена з Тараскона» вийшов окремим виданням в 1872 році — незабаром після французько-пруської війни у видавництві Дантю.